# Oussama Snoussi
Oussama Mahmoud Snoussi (ar. أسامة محمود السنوسي; ur. 25 lutego 1997) – tunezyjski judoka. Uczestniczka mistrzostw świata w 2017. Startował w Pucharze Świata w latach 2014-2017. Srebrny medalista igrzysk afrykańskich w 2015 i 2019. Zdobył pięć medali na mistrzostwach Afryki w latach 2015 - 2019. Piąty na igrzyskach śródziemnomorskich w 2018 roku.